# زنیت استول سی‌اچ-۷۰۱
زنیت استول سی‌اچ-۷۰۱ (به انگلیسی: Zenith_STOL_CH_701) یک هواگرد ملخ‌پیشین تک‌موتوره از نوع هواپیمای دست‌ساز ساخت شرکت Zenith Aircraft Company است. هواگرد زنیت استول سی‌اچ-۷۰۱ نخستین پروازش را در ۱۹۸۶ میلادی انجام داد. این هواگرد در سال ۱۹۸۶ میلادی رسماً معرفی گردید و در سال‌های 1986–تاکنون تولید شده‌است. در مجموع، تعداد ۸۷۰ فروند از این هواگرد ساخته شده‌است.
طراح این هواگرد، Chris Heintz بود.